# 北魏馮太后
『北魏馮太后』（ほくぎ ふうたいごう、原題：北魏馮太后）は、2006年の中国のテレビドラマ。総製作費4.5億円。全42話。日本ではアジアドラマチックTV、CCTV大富、KBS京都にて放送。

## 概要
中国史上初の女性権力者、馮太后の数奇な運命を描く中国歴史ドラマ。
ナレーションは高允（カオ・ユン）役の薛中鋭が担当している。

## あらすじ
西暦431年、南北朝時代の北魏。北燕の皇族の子孫として生まれた馮淑儀（フォン・シューイー）に悲劇が襲う。朝廷内の漢勢力を一掃しようとする鮮卑人将軍・乙渾（イー・フン）の企みにより馮氏一族が皆殺しにされる。
左昭儀である叔母の助けによって難を逃れたシューイーは、その後さまざま屈辱に耐え忍び、後宮の下女から最高権力者にまで登りつめる。

## スタッフ
- 監督：ウェイ・ハンタオ
- 脚本：デンシン・リャン
- 美術：ジン・ジュン

## 登場人物・出演者
| 登場人物                               | 出演者             |
| -------------------------------------- | ------------------ |
| 馮淑儀（馮太后）（フォン・シューイー） | ン・シンリン       |
| 太武帝・拓跋燾（トバ・タオ）           | チャン・ティエリン |
| 花木蘭（ホア・ムーラン）               | シェン・アウチュン |
| 太原王・乙渾（イー・フン）             | ワン・チンシャン   |
| 馮左昭儀                               | 張咏荷             |
| 皇太子・拓跋晃（トバ・ホアン）         | 呂一丁             |
| 中常侍・宗愛（ゾン・アイ）             | 鄧立民             |
| 宰相・崔浩（ツイ・ハオ）               | 譚非翎             |
| 高允（カオ・ユン）                     | 薛中鋭             |
| 常太后（チャン乳母）                   | 高宝宝             |
| 文成帝・拓跋濬（トバ・ジュン）         | リー・グアンジエ   |
| 馮邈（フォン・ミャオ）                 | 陳之輝             |
| 馮朗（フォン・ラン）                   | 李双雄             |
| 馮熙（フォン・シー）                   | 劉長純             |
| 李弈（リー・イー、リー副将）           | 陳詩雨             |
| 曇曜（タン・ヤオ）                     | シェン・バオピン   |
| 劉春（リウ・チュン）                   | 周世藝             |
| 献文帝・拓跋弘（トバ・ホン）           | 王冰               |
| 孝文帝・拓跋宏（トバ・ホン）           | 劉冠翔             |
| 李沖（リー・チョン）                   | 陸剣民             |
| 李彪（リー・ビャオ）                   | レン・トンリン     |
| 馮妙媛（フォン・ミャオユアン）         | リー・イーシャオ   |
| 馮妙蓮（フォン・ミャオリエン）         | リー・イーシャオ   |

## DVD
- 日本版 『北魏馮太后』DVD-BOX計2組

発売元：エスピーオー、エプコット
販売元：エプコット